# Friedrich Schmidt (Politiker, 1880)
Friedrich Schmidt (* 18. März 1880 in Heven; † 11. Januar 1950 in Landau in der Pfalz) war ein deutscher Gewerkschafter, Politiker (SPD) und Widerstandskämpfer gegen das NS-Regime.

## Leben und Beruf
Nach dem Besuch der Volksschule arbeitete Schmidt von 1897 bis 1908 als Bergmann im Ruhrgebiet. Er engagierte sich ab 1898 in der SPD und bald darauf gewerkschaftlich. Von 1908 bis 1914 war er Gewerkschaftssekretär bzw. von 1912 bis 1914 Bezirksleiter des freigewerkschaftlichen Verbandes der Bergarbeiter (Bergarbeiterverband, BAV) für das Saargebiet und Elsaß-Lothringen. Von 1906 bis 1911 war Schmidt zugleich Gemeinderatsmitglied in Laer. In den Jahren von 1914 bis 1918 nahm er als Soldat am Ersten Weltkrieg teil.
Schmidt war seit Januar 1919 Bezirksleiter im Deutschen Eisenbahnerverband (DEV)/Einheitsverband der Eisenbahner Deutschlands (EdED). Zunächst übernahm er von 1919 bis Oktober 1921 diese Funktion für den DEV-Bezirk Essen-Ruhr. Von November 1921 bis Juni 1930 war Schmidt EdED-Bezirksleiter in Stuttgart. Von Juli 1930 bis Januar 1933 war er Bezirksleiter des EdED in Frankfurt an der Oder und von Ende Januar bis Mai 1933 war er in gleicher Funktion in Erfurt tätig.
Nach der Machtübernahme der Nationalsozialisten wurde er entlassen. Schmidt engagierte sich in der süddeutschen EdED-Widerstandsgruppe um Karl Molt und Fridolin Endraß gegen das NS-Regime. In den Jahren 1933 sowie 1938 wurde er kurzzeitig in „Schutzhaft“ genommen. 1939 stand er im Verdacht, sich in illegalen gewerkschaftlichen Zirkeln zu bewegen. Er wurde vom Volksgerichtshof angeklagt, musste jedoch aus Mangel an Beweisen am 25. November 1939 freigesprochen werden. Von 1934 bis 1945 war er die meiste Zeit als Bezirksinspektor bei einer Versicherung tätig.

## Abgeordnetentätigkeit und Zeit nach 1945
Schmidt war 1946/47 für die SPD Mitglied der Beratenden Landesversammlung des Landes Rheinland-Pfalz und wurde anschließend in den Rheinland-Pfälzischen Landtag gewählt, dem er bis zu seinem Tode angehörte. Zudem war er zeitweise für das Arbeitsamt in Landau in der Pfalz tätig.